# Josef Strauss
Josef Strauss ou Strauß (Viena, 20 de agosto de 1827 — Viena, 22 de julho de 1870) foi um compositor austríaco. 

## Vida
Ele nasceu em Mariahilf (agora Viena), filho de Johann Strauss I e Maria Anna Streim, e irmão de Johann Strauss II e Eduard Strauss. Seu pai queria que ele escolhesse uma carreira nas forças armadas austríacas dos Habsburgos. Estudou música com Franz Dolleschal e aprendeu a tocar violino com Franz Anton Ries.
Ele recebeu treinamento como engenheiro e trabalhou para a cidade de Viena como engenheiro e designer. Ele projetou um veículo para varrer as ruas com pincel giratório puxado por cavalos e publicou dois livros didáticos sobre assuntos matemáticos. Strauss tinha talentos como artista, pintor, poeta, dramaturgo, cantor, compositor e inventor.
Esta sepultado no Cemitério de São Marcos.

## Trabalhos de Josef Strauss
- Die Ersten und Letzten ('The First and the Last') waltz op. 1 (1853)
- Die Ersten nach den Letzten ('The First after the Last') waltz op. 12 (1854)
- Die Guten, Alten Zeiten ('The Good Old Times') waltz op. 26 (1856)
- Perlen der Liebe ('Pearls of Love') concert-waltz op. 39 (1857)
- Moulinet ('Little Mill Pond') polka-mazurka op. 57 (1858)
- Sympathie ('Sympathy') polka-mazurka op. 73 (1859)
- Lustschwärmer ('Joy Seeker') waltz op. 91 (1860)
- Wiener Bonmots ('Viennese Bon-mots') waltz op. 108 (1861)
- Winterlust ('Winter Joy') polka op. 121 (1862)
- Auf Ferienreisen! ('On a Holiday!') polka op. 133 (1863)
- Die Schwätzerin ('The Gossip') polka-mazurka op. 144 (1863)
- Wiener Couplets ('Viennese Couplets') waltz op. 150 (1863)
- Dorfschwalben aus Österreich ('Village Swallows from Austria') waltz op. 164 (1864)
- Frauenherz ('A Woman's Heart') polka-mazurka op. 166 (1864)
- Sport-Polka op. 170 (1864)
- Geheimne Anziehungskräfte (Dynamiden) ('Mysterious Powers of Magnetism') waltz op. 173 (1865)
- Stiefmütterchen ('Pansies') polka-mazurka op. 183 (1865)
- Transaktionen ('Transactions') waltz op. 184 (1865)
- Die Marketenderin ('The Camp Follower') polka op. 202 (1866)
- Die Libelle ('The Dragonfly') polka-mazurka op. 204 (1866)
- Delirien ('Deliriums') waltz op. 212 (1867)
- Sphären-Klänge ('Music of the Spheres') op. 235 (1868)
- Eingesendet ('Letters to the Editor') polka op. 240 (1868)
- Plappermäulchen ('Chatterboxes') polka op. 245 (1868)
- Aquarellen ('Watercolours') waltz op. 258 (1869)
- Eislauf ('Ice-Skating') polka op. 261 (1869)
- Mein Lebenslauf Ist Lieb` Und Lust! ('My Character is Love and Joy') waltz op. 263 (1869)
- Die Tanzende Muse ('The Dancing Muse') polka-mazurka op. 266 (1869)
- Feuerfest! ('Fire-Proof!') polka op. 269 (1869)
- Ohne Sorgen! ('Without a Care!') polka op. 271 (1869)
- Nilfluthen ('Nile's Waters') waltz op. 275 (1870)
- Jokey ('Jockey') polka op. 278 (1870)
- Die Emancipierte ('The Emancipated Woman') polka-mazurka op. 282 (1870)

## Trabalho com IrmãosStrauss
- Hinter den Coulissen quadrille (Behind the Scenes) (with Johann Strauss II) (1859)
- Monstre quadrille (with Johann Strauss II) (1861)
- Pizzicato-Polka (with Johann Strauss II) (1869)
- Trifoilen waltz, ('Trifles') (with Johann II and Eduard Strauss) (1865)
- Schützen quadrille, ('Sharpshooter') (with Johann II and Eduard Strauss) (1866)